# Hadena rufula
Hadena rufula là một loài bướm đêm trong họ Noctuidae.